# ビクトリア国立美術館
ビクトリア国立美術館（National Gallery of Victoria、略称NGV）は、オーストラリアのビクトリア州・メルボルンにある美術館。1861年に設置されたオーストラリア国内最古の美術館・博物館。現在は70000点が収蔵されている。
ビクトリア州の管理下にある同館がNational（国立）を冠するのは、同州が自治権を持った国家であった時期に設立されたためであり、1901年に成立した現在の国家であるオーストラリア連邦としての国立という意味ではない。

## 概要
美術館の設立は1861年で、オーストラリアで最も古い美術館である。世界の美術コレクションを収容するビクトリア国立美術館インターナショナルはメルボルンのセントキルダロードにあり、1967年にRoy Grounds (en) の設計で建てられ、1999年から2003年までかけてマリオ・ベリーニによって改装された。オーストラリアの美術品を収蔵する「イアンポッターセンター」は2003年にフェデレーションスクエアに設立された。

## 絵画コレクション

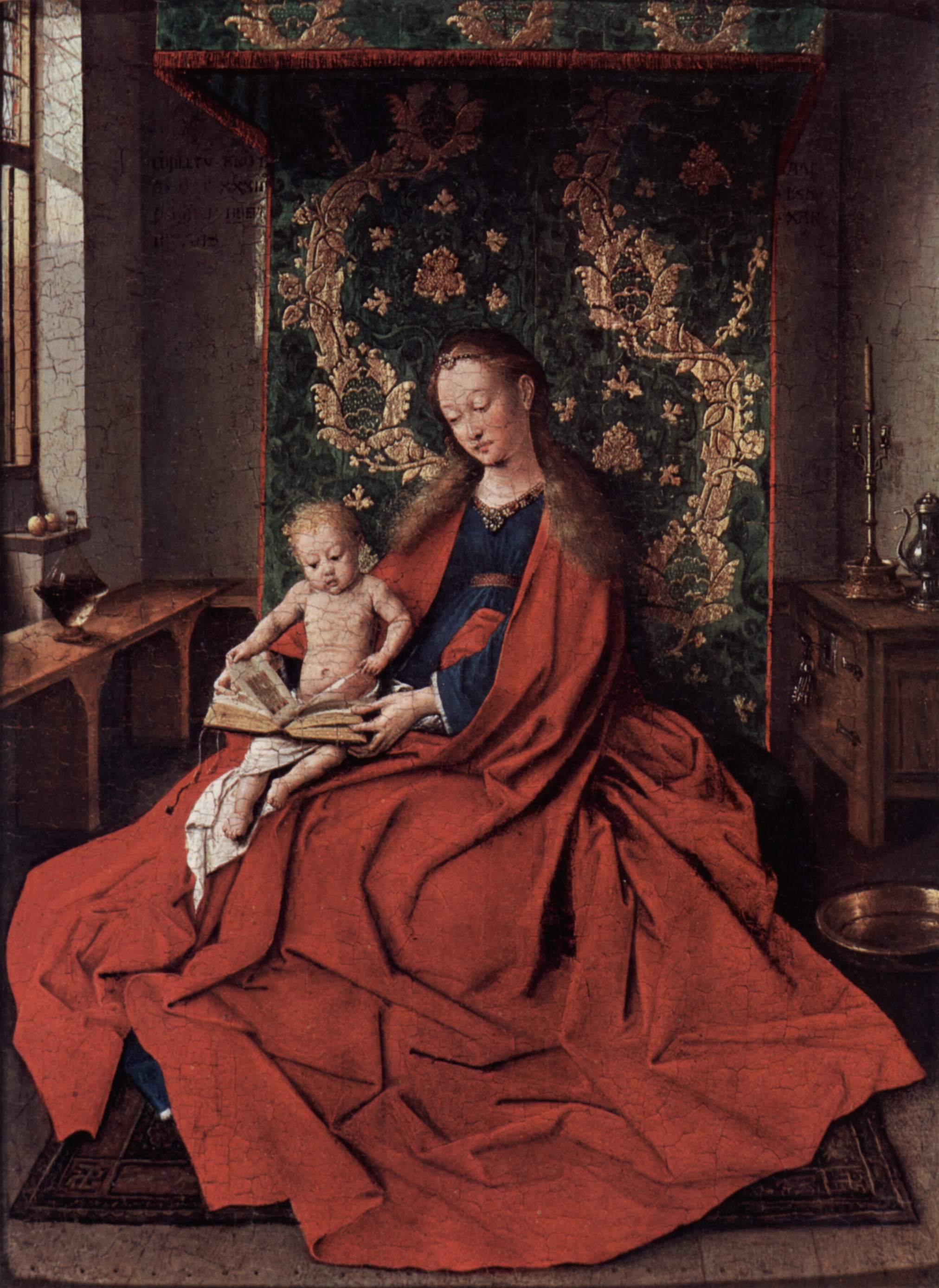
ヤン・ファン・エイク, Ince Hall Madonna, 1433年
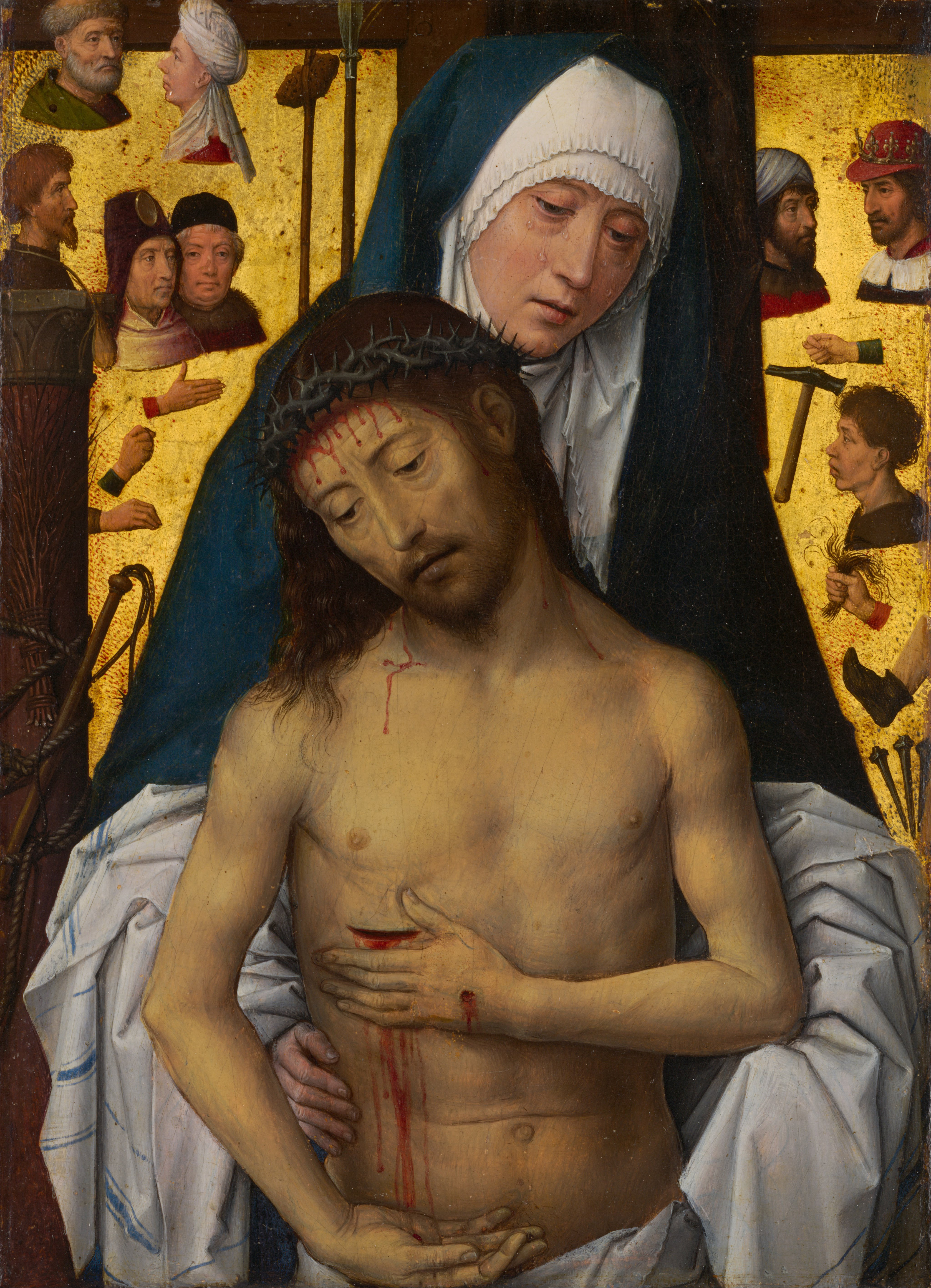
ハンス・メムリンク, The Man of Sorrows in the arms of the Virgin, 1475年
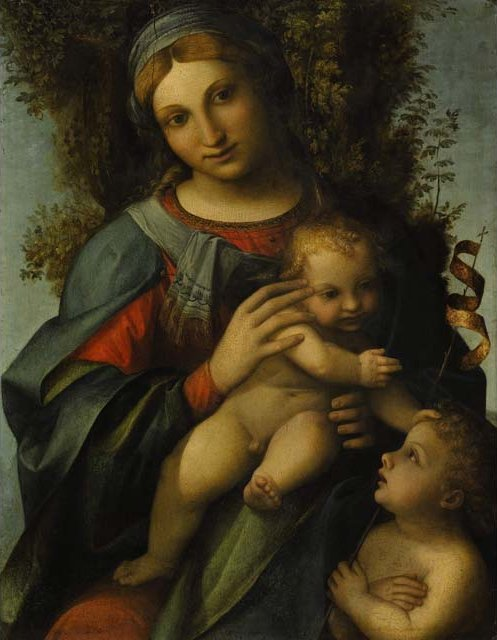
コレッジョ, Madonna and Child with infant St John the Baptist, 1514–1515年
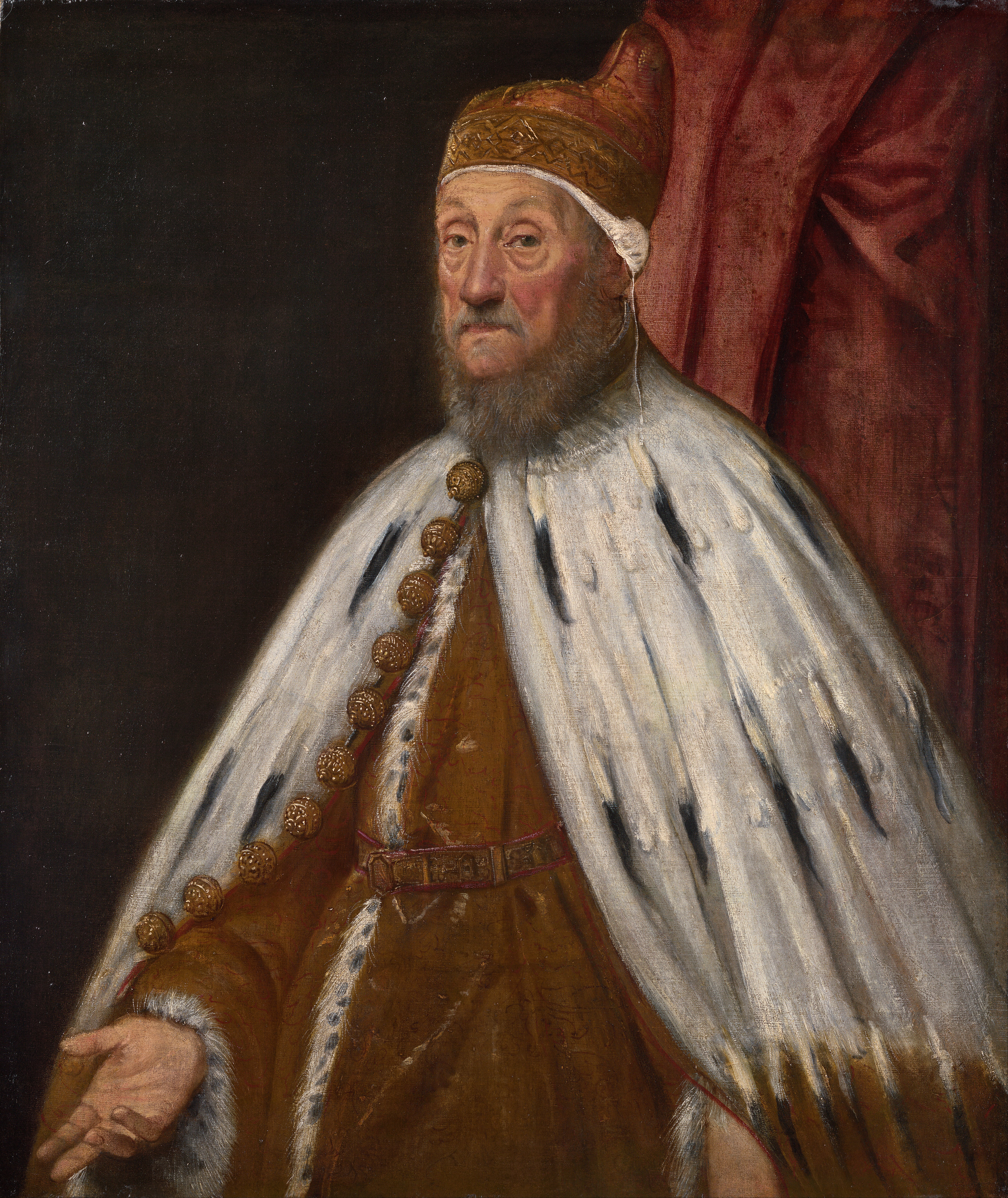
ティントレット, Doge Pietro Loredano, 1567年–1570年
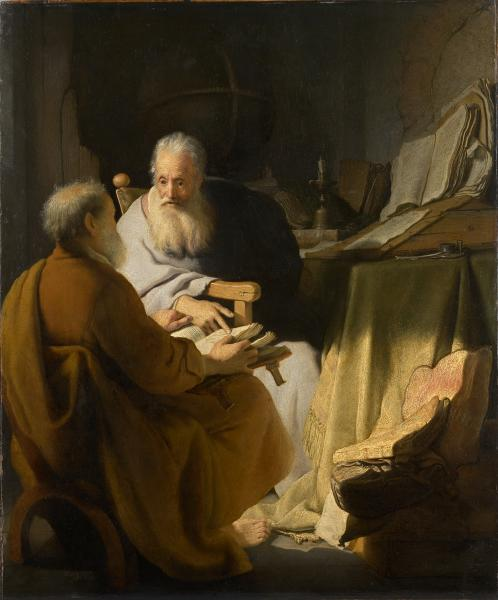
レンブラント・ファン・レイン『論争する二人の老人』1628年
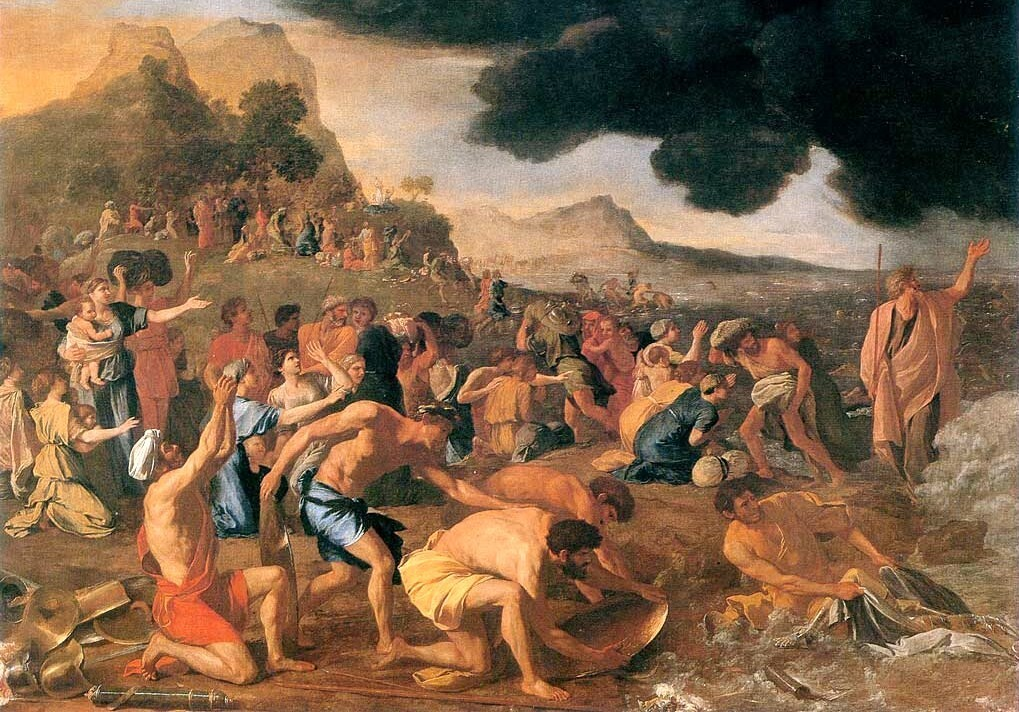
ニコラ・プッサン『紅海の横断』1634年
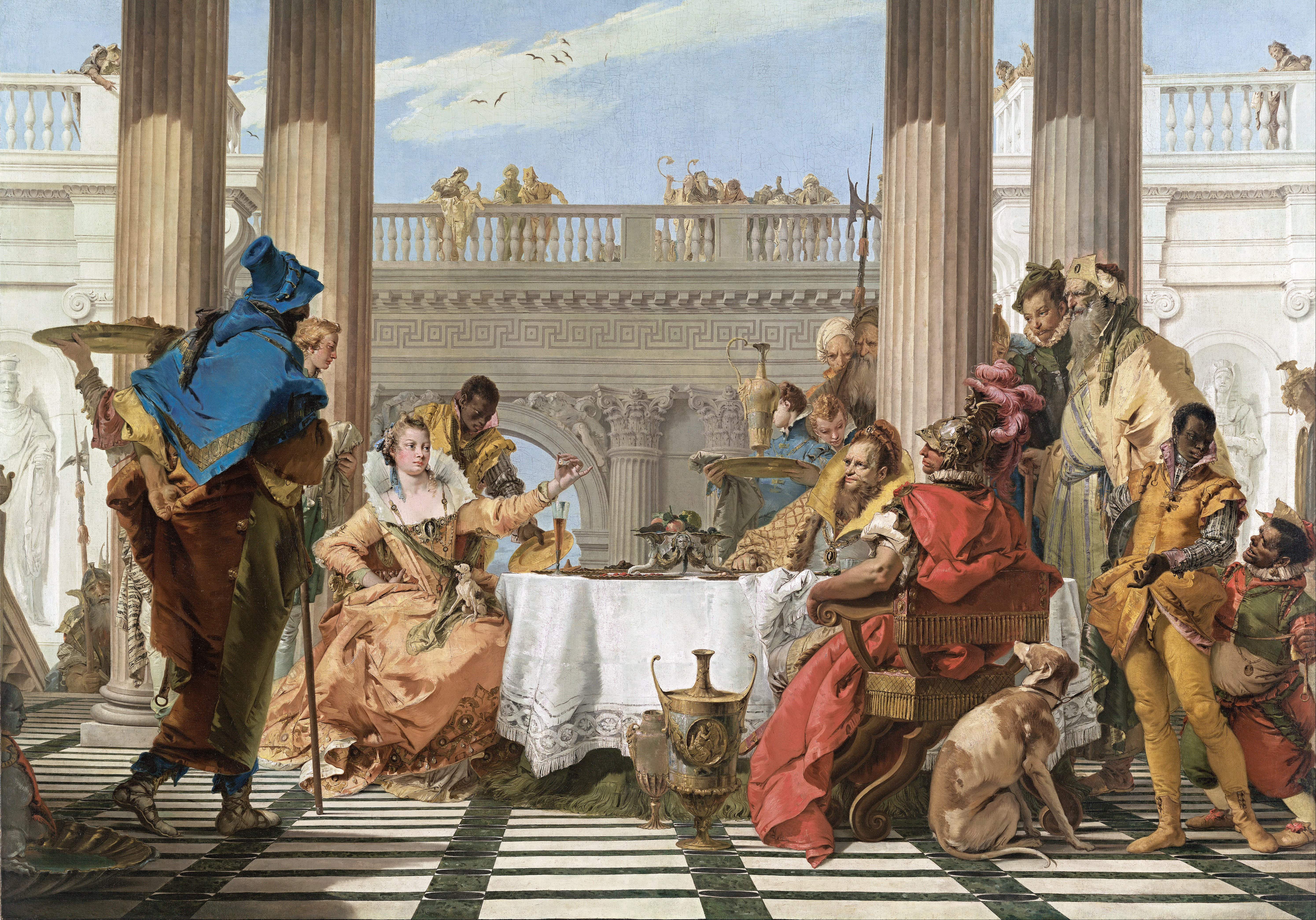
ジョヴァンニ・バッティスタ・ティエポロ『クレオパトラの饗宴』1743年–1744年
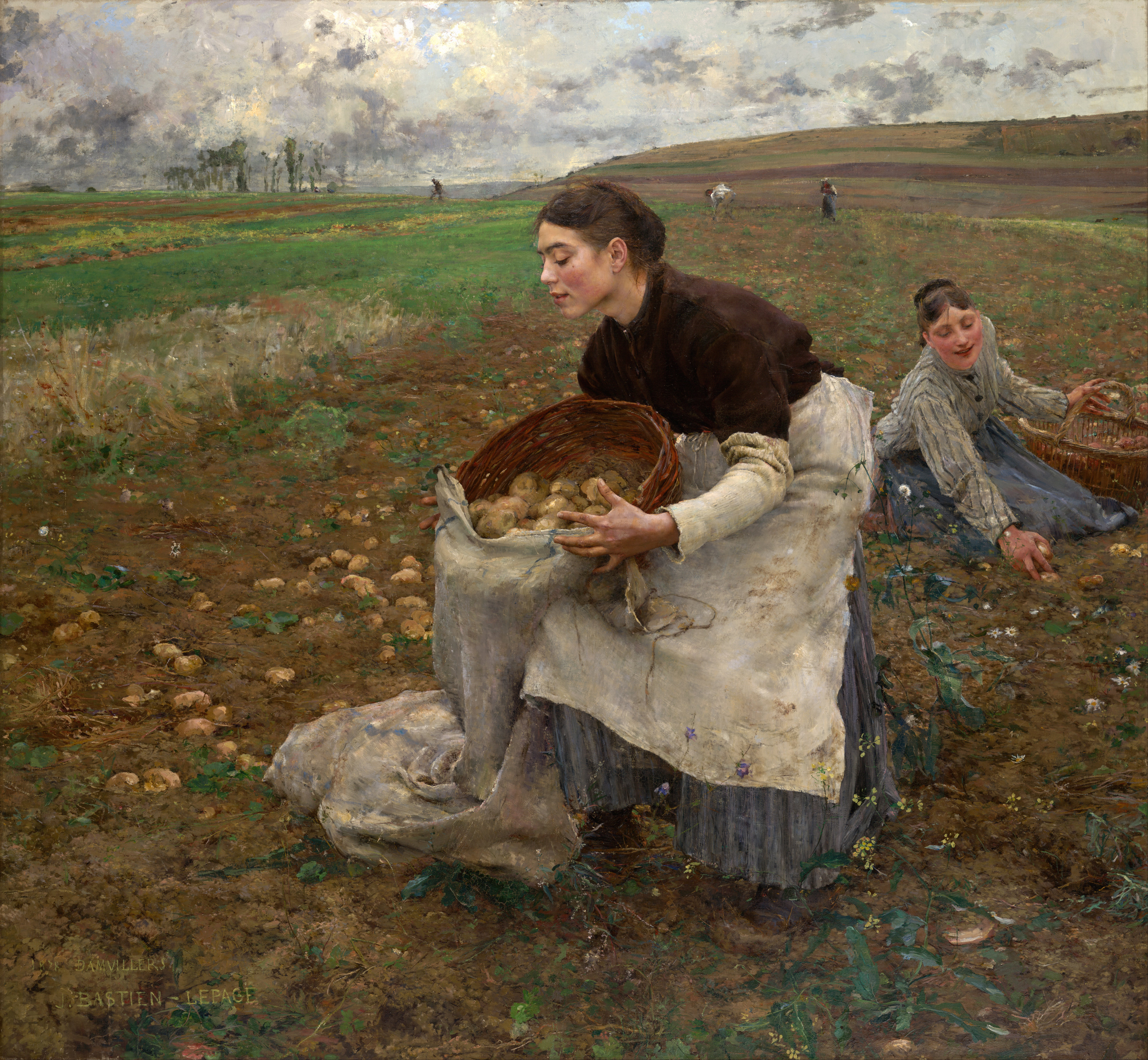
バスティアン＝ルパージュ, October, 1878年
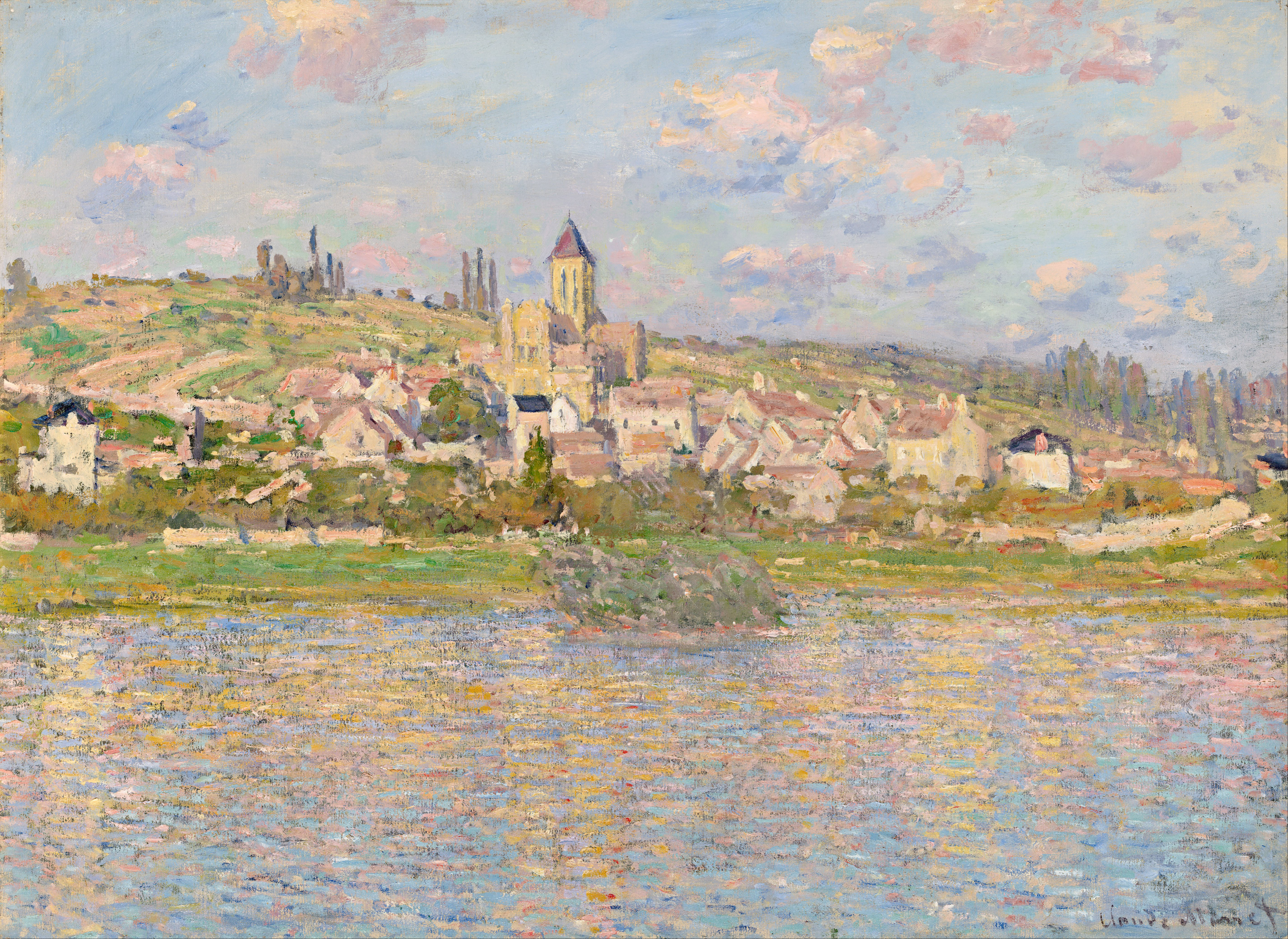
クロード・モネ, Vétheuil, 1879年
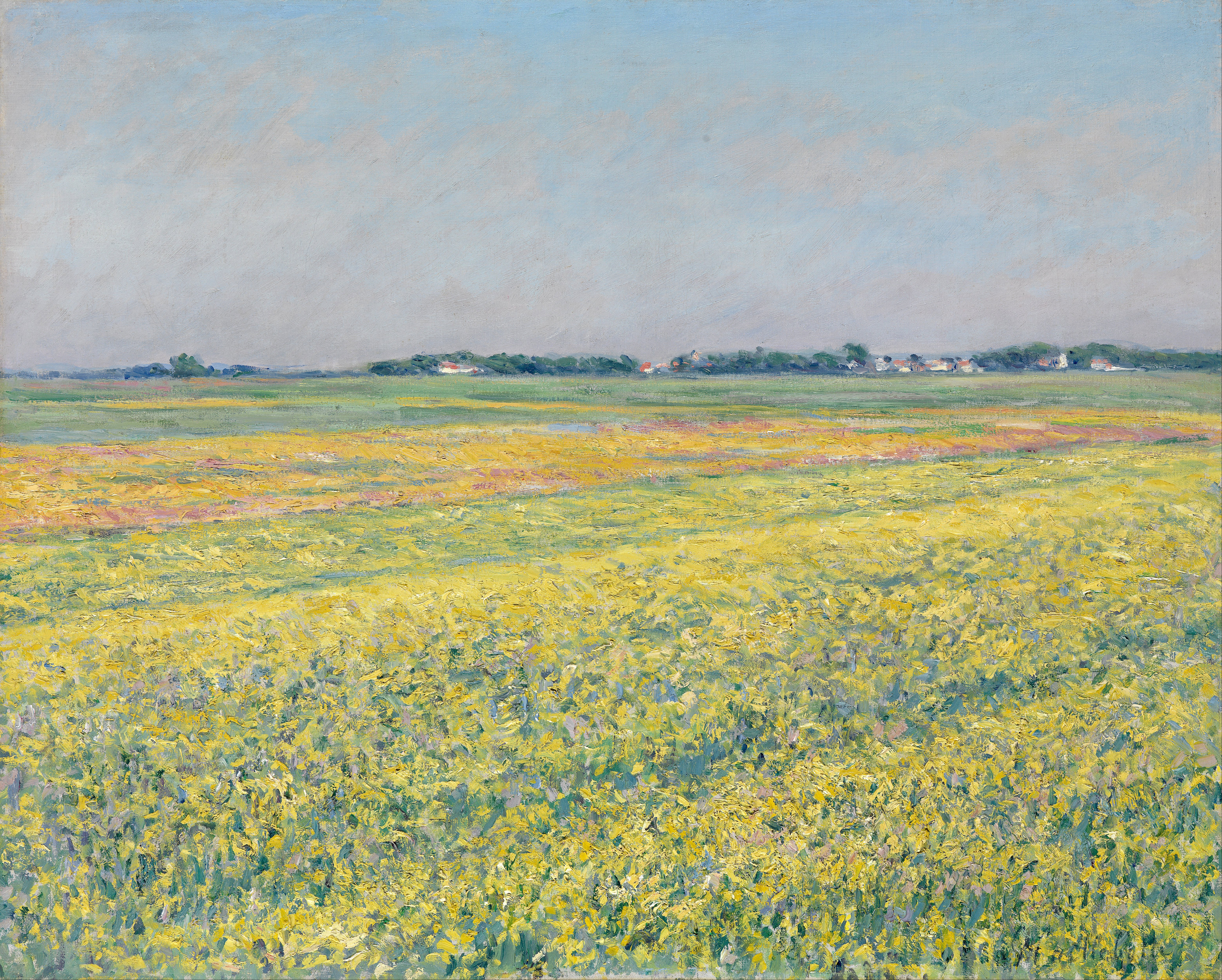
ギュスターヴ・カイユボット, The plain of Gennevilliers, yellow fields, 1884年
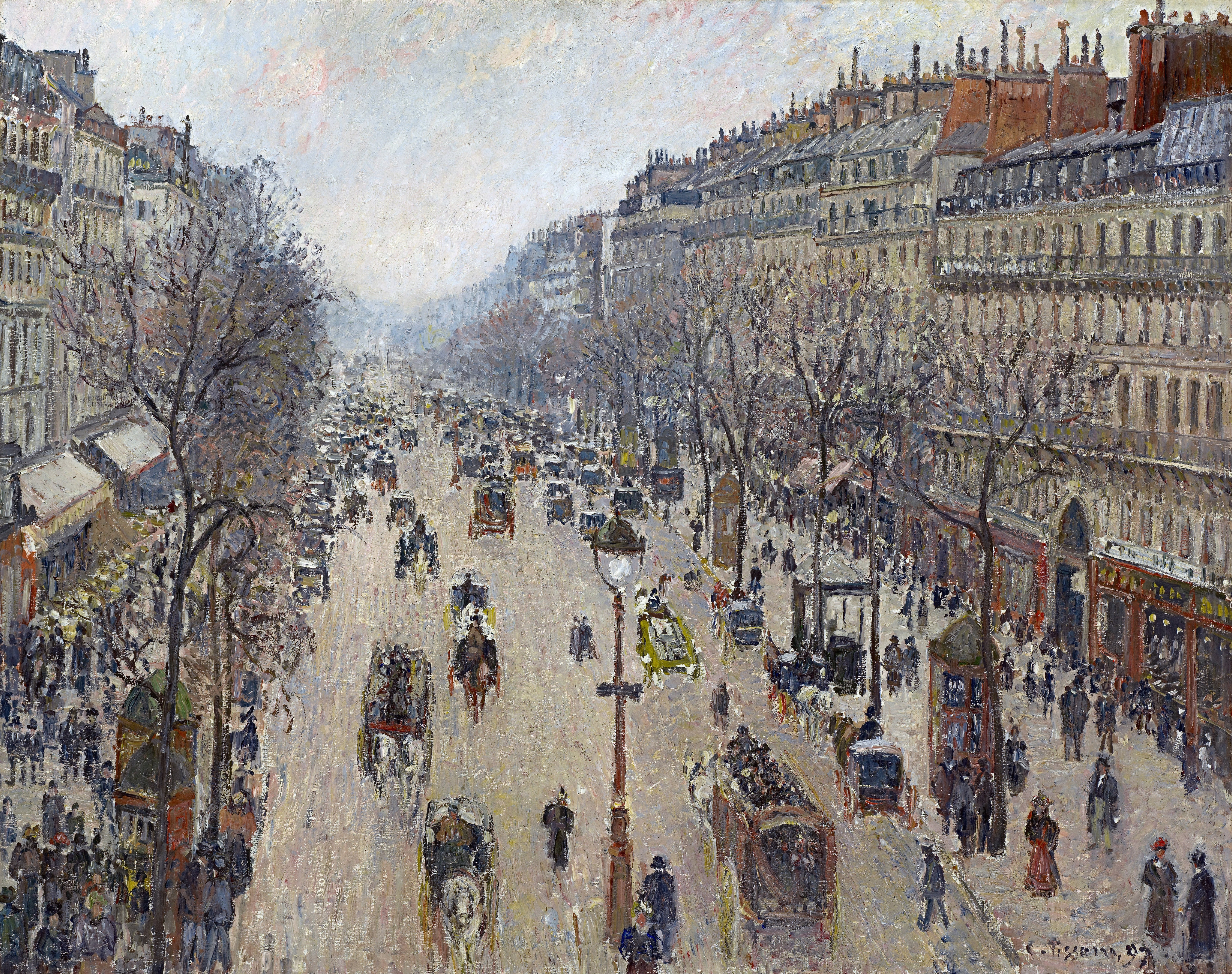
カミーユ・ピサロ, Boulevard Montmartre, morning, cloudy weather, 1897年

### オーストラリアの美術

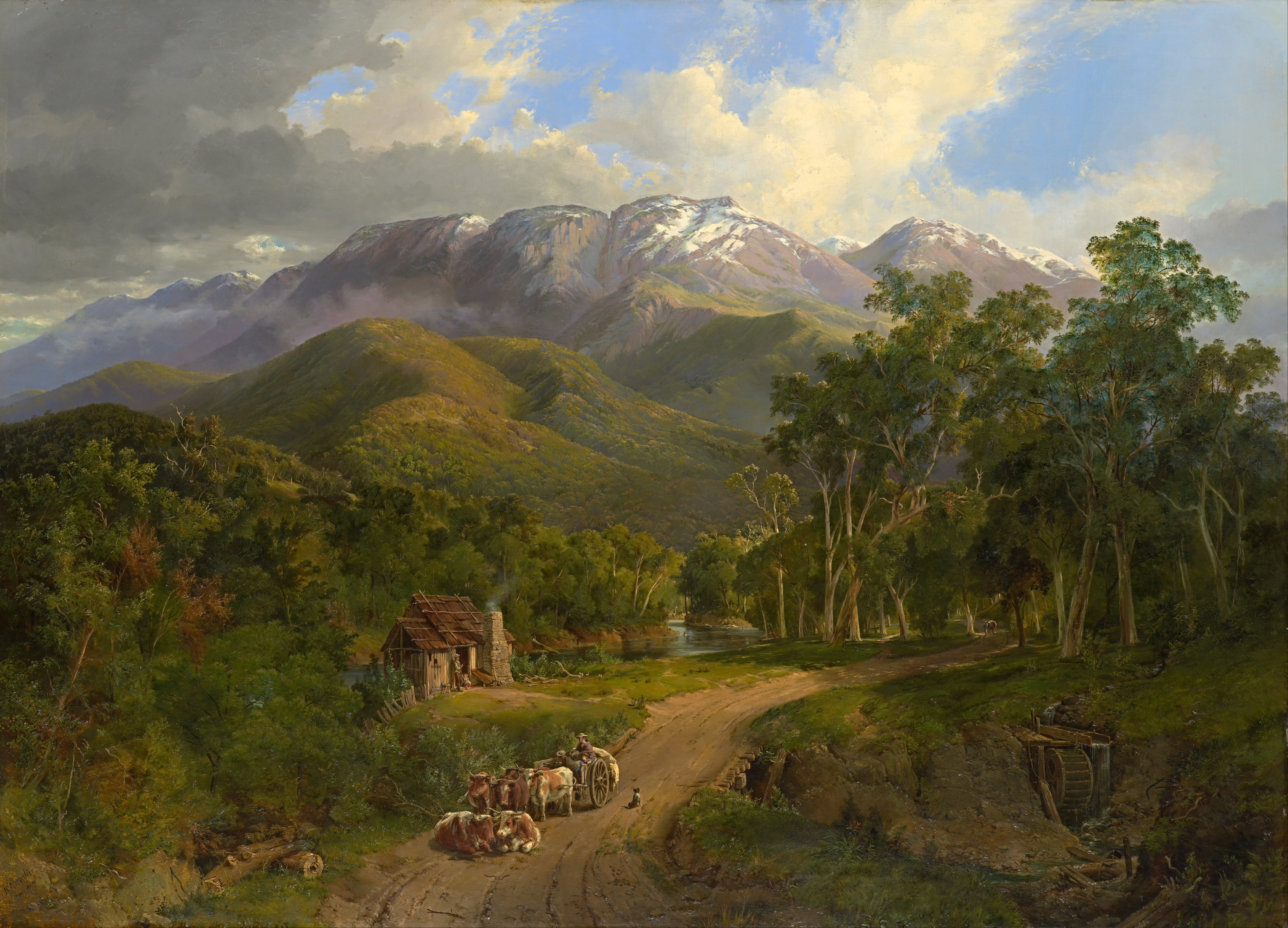
ニコラ・シュヴァリエ,The Buffalo Range, 1864年
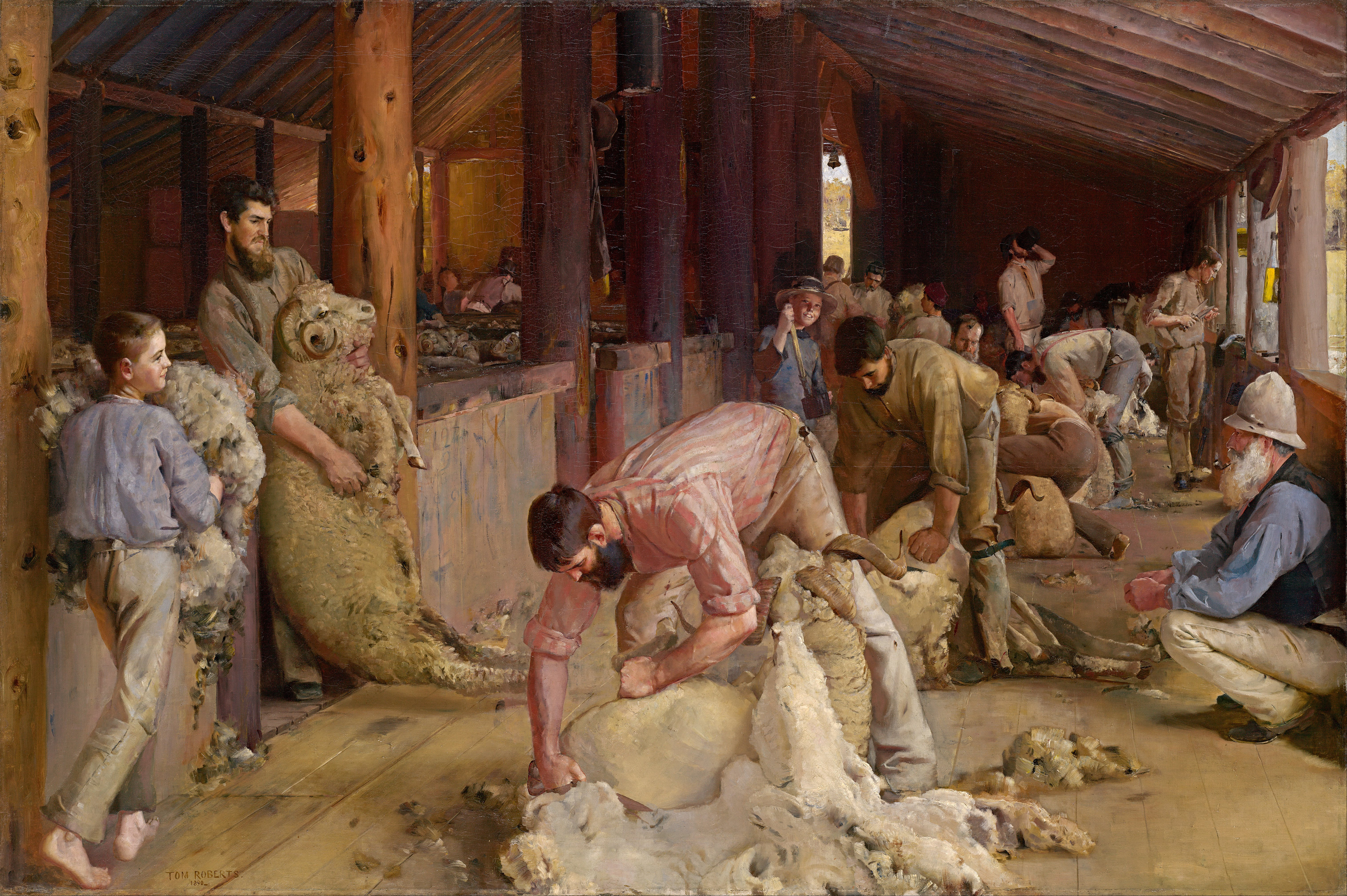
トム・ロバーツ『雄羊の毛刈り』1890年
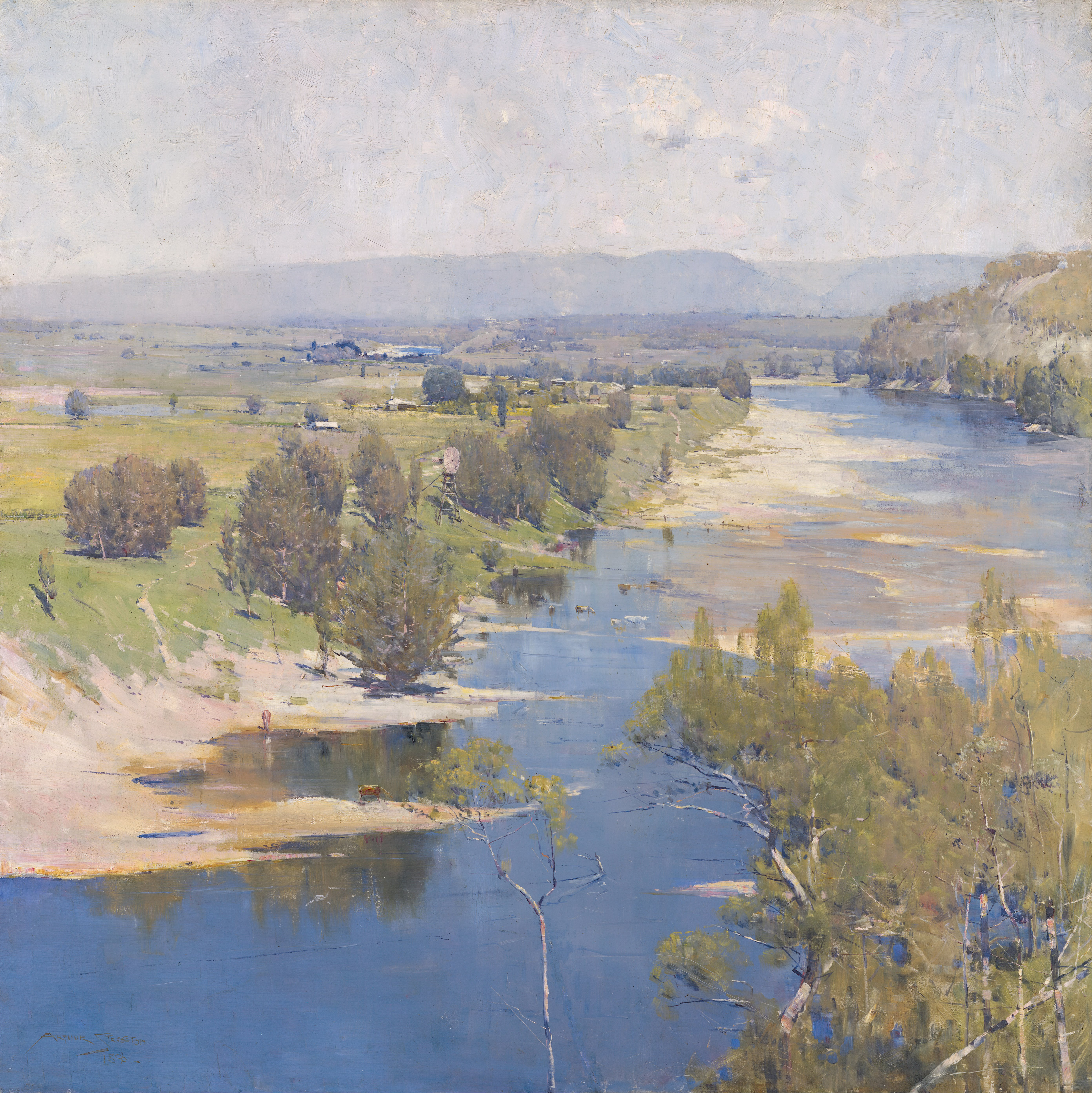
アーサー・ストリートン, The purple noon's transparent might, 1896年